# Scleropauropus dugdalei
Scleropauropus dugdalei är en mångfotingart som beskrevs av Paul Auguste Remy 1956. Scleropauropus dugdalei ingår i släktet hårdfåfotingar, och familjen fåfotingar. Inga underarter finns listade i Catalogue of Life.